# S-F Magazine
S-F Magazine (S-Fマガジン, S-F Magajin) est un magazine de science-fiction publié par la société Hayakawa Shobō au Japon. Il est le premier prozine à succès du Japon.

## Histoire
S-F Magazine est créé en décembre 1959 avec un numéro daté de février 1960,. Son premier éditeur est Masami Fukushima, qui reste à la tête du magazine pendant près de dix ans, jusqu'à ce qu'il soit remplacé par Masaru Mori en 1969.
Si au départ le magazine ne publiait que des histoires de science-fiction traduites depuis l'anglais, le magazine est conçu pour développer la scène japonaise et permet d'établir de nombreux auteurs de science-fiction japonais : Shin'ichi Hoshi, Sakyō Komatsu, Yasutaka Tsutsui, Ryō Hanmura, etc., Le magazine développe aussi des dossiers et une section dédiée aux mangas.
S-F Magazine débute comme une publication mensuelle. En avril 2015 il prend un rythme de publication bimestriel. 